# Джина Манес
Джина Манес (фр. Gina Manès, настоящие имя и фамилия — Бланш Мулен; 7 апреля 1893, Париж, Франция — 6 сентября 1989, Тулуза, Верхняя Гаронна, Франция) — французская актриса.

## Биография
Джина Манес родилась 7 апреля 1893 года в Париже в семье продавца мебели. Выросла в предместье Сен-Антуана. После обучения актёрскому мастерству была актрисой театров Пале-Рояль, Capucines и Буфф-Паризьен. На молодую актрису обратил внимание актёр и режиссёр Рене Наварр и рекомендовал её знаменитому кинематографисту Луи Фейаду.
В кино актриса дебютировала в 1916 году, снявшись в фильме Эдуара Эмиля Виолетта «Шесть маленьких сердец шести девочек». Популярность актрисе принесла роль дочери трактирщика в фильме режиссёра Жана Эпштейна «Верное сердце» (1923).
В немом кино Джина Манес создала образ женщины-вамп, соблазнительной роковой красотки в фильмах «Поезд без глаз» (1926, режиссёр Альберто Кавальканти), «Душа артистки» (1924, режиссёр Жермен Дюлак), «Наполеон» Абеля Ганса (1927, роль Жозефины де Богарне). В 1927—1928 годах снималась в Швеции в фильмах режиссёров Густава Моландера и Ричарда Левенхельда.
В конце 1930-х Джина Манес со своим мужем Жоржем Шарлье поехала в Марокко. В 1940-е годы увлеклась цирком, училась цирковому мастерству дрессуры в Зимнем цирке Медрано, выступала на цирковой арене. В 1942 году Джину серьёзно ранил тигр и актриса оставила цирковую арену.
В 1949 году Джина Манес снова отправляется в Марокко на съемки фильма «Танцовщица из Марракеша» и открывает в марокканской столице Рабате театральную школу. В 1954 году окончательно вернулась из Марокко во Францию.
В 1950—1960-е годы Манес снималась в кино в ролях второго плана. Присоединилась к театральной труппе Le Grenier в Тулузе, где с успехом выступала в классическом и современном репертуаре.
Последнюю роль в кино Джина Манес сыграла в 1965 году в фильме Серджо Гобби «Без паники».